# Nový Dvůr (Kámen)
Nový Dvůr (německy Deutsch Heuhof) je malá vesnice, část obce Kámen v okrese Pelhřimov. Nachází se asi 2,5 km na severovýchod od Kamene. V roce 2009 zde bylo evidováno 9 adres. V roce 2001 zde trvale žilo 20 obyvatel.
Nový Dvůr leží v katastrálním území Nízká Lhota o výměře 3,47 km2.

## Historie
První písemná zmínka o obci pochází z roku 1842.

## Pamětihodnosti
- zámek Nový Dvůr